# درخت روغن قلم
درخت روغن قلم (نام علمی: Vitellaria paradoxa) نام یک گونه از تیره چیکوئیان است.

## دربارهٔ درخت و میوه
میوه درخت روغن قلم، شیا نام دارد. شیا درختی بومی کشورهای مرکزی قاره آفریقا است که دارای میوه‌ای آجیلی است. دانه آن سرشار از چربی بوده و منبع استخراج نوعی روغن به نام کره شیا یا شی باتر می‌باشد. شیا یک منبع غذایی سنتی در آفریقا است. روغن شیا در تولید محصولات آرایشی و بهداشتی و همچنین به عنوان منبع چربی در رژیم غذایی و برخی مصارف دارویی کاربرد دارد.

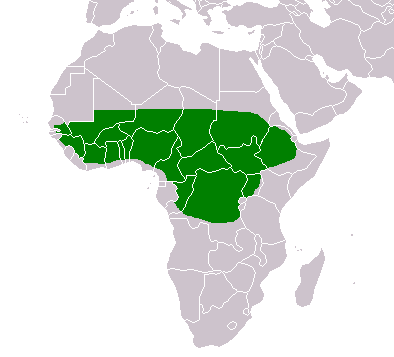
محدوده رشد درخت روغن قلم

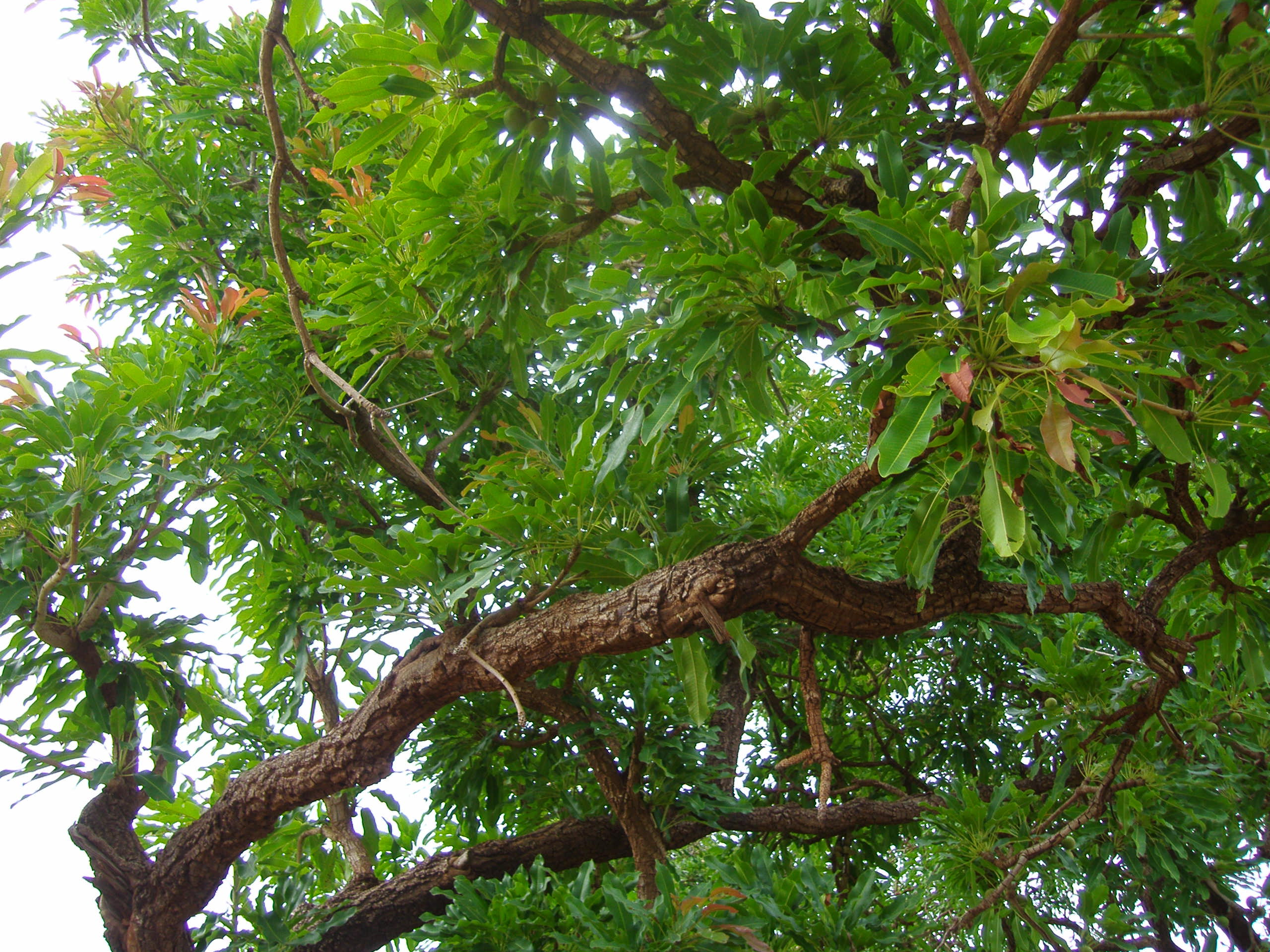
درخت روغن قلم (شیا)